# Висенти ду Салвадор
Висенти ду Салвадор (на португалски: Vicente do Salvador) е бразилски историк, автор на първата история на страната, често определян като „баща на бразилската история“.
Той е роден на 20 декември 1564 година в Матуим, близо до Салвадор. Учи в йезуитския колеж в Салвадор, след което завършва Университета на Коимбра. След това е свещеник, а през 1599 година се присъединява към Францисканския орден, работи като мисионер, а в края на живота си оглавява организацията на францисканците в Бразилия. През 1627 година пише своята „История на Бразилия“, в която описва както ранната история, така и географията и начина на живот в колонията.
Висенти ду Салвадор умира около 1637 година.